# Mark Nauseef
Mark Nauseef (* 11. června 1953, Cortland, New York, USA) je americký bubeník a perkusista.
Studoval na Kalifornském institutu umění. V průběhu let se zabýval hrou mj. na jávský a balijský gamelan a pakhavadž (severoindický nástroj).
V roce 1972 odehrál britské turné se skupinou The Velvet Underground. Toho roku byl povolán do armády, avšak neprošel testy. Počátkem roku 1975 se stal členem kapely Elf, kterou vedl zpěvák Ronnie James Dio, a nahrál s ní její poslední album Trying to Burn the Sun. Nedlouho poté se kapela rozpadla. Následně stál u zrodu kapely Ian Gillan Band, s níž nahrál všechna její studiová alba (3). Roku 1978, kdy se Gillanova kapela rozpadla, Nauseef dočasně nahradil Briana Downeyho ve skupině Thin Lizzy (vystupuje mj. v koncertním filmu The Boys Are Back in Town).
V roce 1980 spolupracoval s kytaristou Garym Moorem (z Thin Lizzy) na projektu G-Force a také hrál na sólových albech zpěváka Thin Lizzy Phila Lynotta. První sólové album Personal Note vydal v roce 1981. Později spolupracoval s desítkami dalších hudebníků, mezi něž patří například Jack Bruce, Sylvie Courvoisier, Joachim Kühn, Bill Laswell, Ikue Mori, Hamza El Din a Miroslav Tadić. Přispěl do knihy esejů Arcana V: Musicians on Music, Magic & Mysticism (2010) sestavené skladatelem Johnem Zornem.